# Пулково (Санкт-Петербург)
Пу́лково (ранее посёлок Пулково) — историческая местность в южной части Санкт-Петербурга, при слиянии Пулковского и Петербургского шоссе в районе Дальней Рогатки, включающая в себя: поселение работников Пулковской обсерватории, территорию самой обсерватории ГАО РАН Московского района на Пулковских высотах и исторический район (микрорайон) Пулковское Пушкинского района с конгрессно-выставочным центром Экспофорум.

## Топоним
Происхождение названия (зафиксирован также вариант «Пулкола») точно неизвестно; по разным версиям, оно может быть связано с вепсским «пулк» — «пуля», с финскими словами «pulkka» — «лопарские сани» или «puolukka» — «брусника», с финским же именем Паули (Павел).
Название Пулково сохранилось в наименованиях Пулковского шоссе и Пулковской улицы, аэропортов «Пулково-1» и «Пулково-2», Пулковской обсерватории, гостиницы «Пулковская», торгово-развлекательного комплекса «Пулково-3», речки Пулковка, Пулковского водохранилища, а также Пулковских высот и расположенного на них исторического района Пулковское.

## История
Деревня Пулково, по которой названа местность, впервые упоминается уже в Новгородской писцовой книге 1500 года среди сёл и деревень Ижорского погоста.
В допетровские времена на вершине Пулковской горы находилась центральная усадьба шведской мызы, называвшейся Пурколовской. Мыза занимала большую территорию у дороги, идущей из Копорья в Ладогу, в её состав входило десять финских деревень.
На карте бывших губерний Иван-Города, Яма, Капорья и Нэтеборга, отображающего состояние этого края в 1676 году, место обозначено как деревня Пулкола.
В 1708 году Пётр I подарил мызу, в числе других, императрице Екатерине I, которая переселила ближайшую к усадьбе финскую деревню Пуркора, а её земли отдала русским крестьянам переведенцам (отсюда название Переведенская улица в историческом районе Пулковское входящего в состав этой местности) переселённым сюда из дворцовых сёл внутренних губерний России. Дома для крестьян, создаваемые по специальным образцовым проектам (отсюда название улицы Образцовая в Пулковском), были возведены в 1714 году. Так на месте у реки Пулковки и на краю «пулковского увала» возникла деревня Большое Пулково. Неподалёку, у подножия Пулковских высот, располагались деревни Галлерово, Толмачёво, Пески, Нижнее и Верхнее Коерово, Камень, Кискино, Глиняная Горка. На месте бывшего Пулковского отделения совхоза «Цветы» (Цветочного питомника на Пулковском шоссе) в те времена также находилась деревня Кокколево к которой в настоящее время идет дорога от Петербургского шоссе через всю территорию Пулковского, которая была названа в честь этой деревни — Кокколевская.
Жители Пулкова славились отличным здоровьем, из этого села брали кормилиц для наследников царской семьи.
К вершине Пулковской горы из деревни проложили дорогу, обсаженную берёзами и елями, там же устроили фруктовый сад. В декабре 1718 года в самом высоком месте сада заложили новый деревянный летний дворец императрицы вместо прежней ветхой постройки. Строительство было закончено в 1719 году, и уже в мае императрица принимала здесь Петра I.
При императрице Елизавете Петровне Пулковская мыза с селом Пулково была приписана к императорской резиденции — Сарской мызе (Царскому Селу). Отсюда возникло название улицы Сарицкая вдоль линии ж/д в Пулковском. Перпендикулярно этой дороги в районе будущей ж/д станции с проектным названием 19 км проходила дорога по которой отправлялись на соколиную охоту, отсюда современное название улицы Соколиная. Мыза использовалась в качестве подсобного хозяйства. При Екатерине II на Пулковской горе английский садовник Иоганн (Джон) Буш создал пейзажный парк. 
Во второй половине XVIII века через Пулково был проложен тракт Санкт-Петербург — Царское Село, что способствовало росту поселения. В конце XVIII века здесь существовали две слободы: Большое Пулково (в настоящее время на этом месте находится исторический район Пулковское) с церковью Смоленской Божией Матери и кладбищем и слобода Подгорное Пулково.
После смерти Екатерины II Пулковская мыза пришла в запустение. На её территории, по распоряжению гоф-интендантской конторы, производилась выемка песка и добыча камня. В 1817 году Александр I отдал усадьбы в аренду пулковским крестьянам.
В 1807 году на склоне Пулковской горы, обращённом к Санкт-Петербургу, по проекту архитектора А. Н. Воронихина был сооружен фонтан-грот «Старик». В 1809 году у самой дороги, перед горой, появился второй фонтан, возведённый по проекту архитектора Ж. Тома де Томона и получивший название «Четыре сфинкса». Этот фонтан, помимо декоративных функций, имел и важное практическое назначение: не только брали воду для бытовых нужд, но и в наполненных водой гранитных чашах поили лошадей.
Во времена императора Николая I в окрестностях Пулкова нередко проходили военные манёвры. В 1839 году близ Пулкова была открыта Пулковская обсерватория.
1 августа 1927 года вместе с Ленинградской областью был создан Детскосельский район в который помимо города Детское Село входило ещё 29 сельсоветов, среди которых был — Большепулковский сельсовет.
Постановлением Президиума ВЦИК от 10 октября 1930 года Детскосельский район был упразднён, а Большепулковский сельсовет был включён в состав Ленинградского Пригородного района. В 1930-х годах на территории Большепулковского сельсовета в селе Большое Пулково было создано Пулковское отделение совхоза «Шушары».
По постановлению президиума Леноблисполкома и Ленсовета от 19 августа 1936 года Ленинградский Пригородный район был ликвидирован, Пулковский сельсовет был включён в состав Слуцкого района Ленинградской области.
Постановлением Президиума Леноблисполкома от 14 апреля 1939 года в рамках ликвидации национальных административных единиц упразднён — Песковский сельсовет, его территория передана в состав Кузьминского и Пулковского сельсоветов.
В годы Гражданской и Великой Отечественной войн в местности шли ожесточенные бои, в 1941 году на этом рубеже было остановлено наступление немецких войск на Ленинград. В 1967 году в память об этих событиях в Пулкове был открыт мемориал «Пулковский рубеж», входящий в состав «Зеленого пояса Славы», а в 1979 году — мемориал на Пулковском воинском кладбище.
Во время Великой Отечественной войны село Большое Пулково оказалось полностью уничтожено, о существовании на этом месте села напоминало лишь Пулковское кладбище и фундамент разрушенной Пулковской церкви Смоленской иконы Божьей Матери, которая была полностью восстановлена на новом месте (южнее исторического фундамента примерно на 50 метров) на территории КВЦ «Экспофорум» лишь в 2016 году. После войны на этом месте силами совхоза Шушары началось восстановление лишь Пулковского отделения совхоза Шушары (образованного в селе Большое Пулково в 1930-х годах), которое не вошло в состав посёлка Пулково Пулковского сельсовета, образованного у восстанавливаемой Пулковской обсерватории.
Указом Президиума Верховного Совета СССР от 23 января 1944 года город Слуцк был переименован в город Павловск, а Слуцкий район — в Павловский район Ленинградской области. А указом Президиума Верховного Совета РСФСР от 12 июня 1950 года Пулковский сельсовет был выделен из состава Павловского района Ленинградской области и подчинён Московскому райсовету Ленинграда. Одновременно Пулковский сельсовет реорганизуется в поссовет.
К середине 1950-х годов в Пулкове в основном было завершено восстановление комплекса обсерватории и построены жилые дома для её работников.
Решением Ленгорисполкома от 29 декабря 1956 года Пулковский поссовет был упразднён, его населённые пункты непосредственно подчинены Московскому райсовету.
Указом Президиума Верховного Совета РСФСР от 29 мая 1958 года посёлок Пулково был включён в городскую черту Ленинграда.

## Иллюстрации

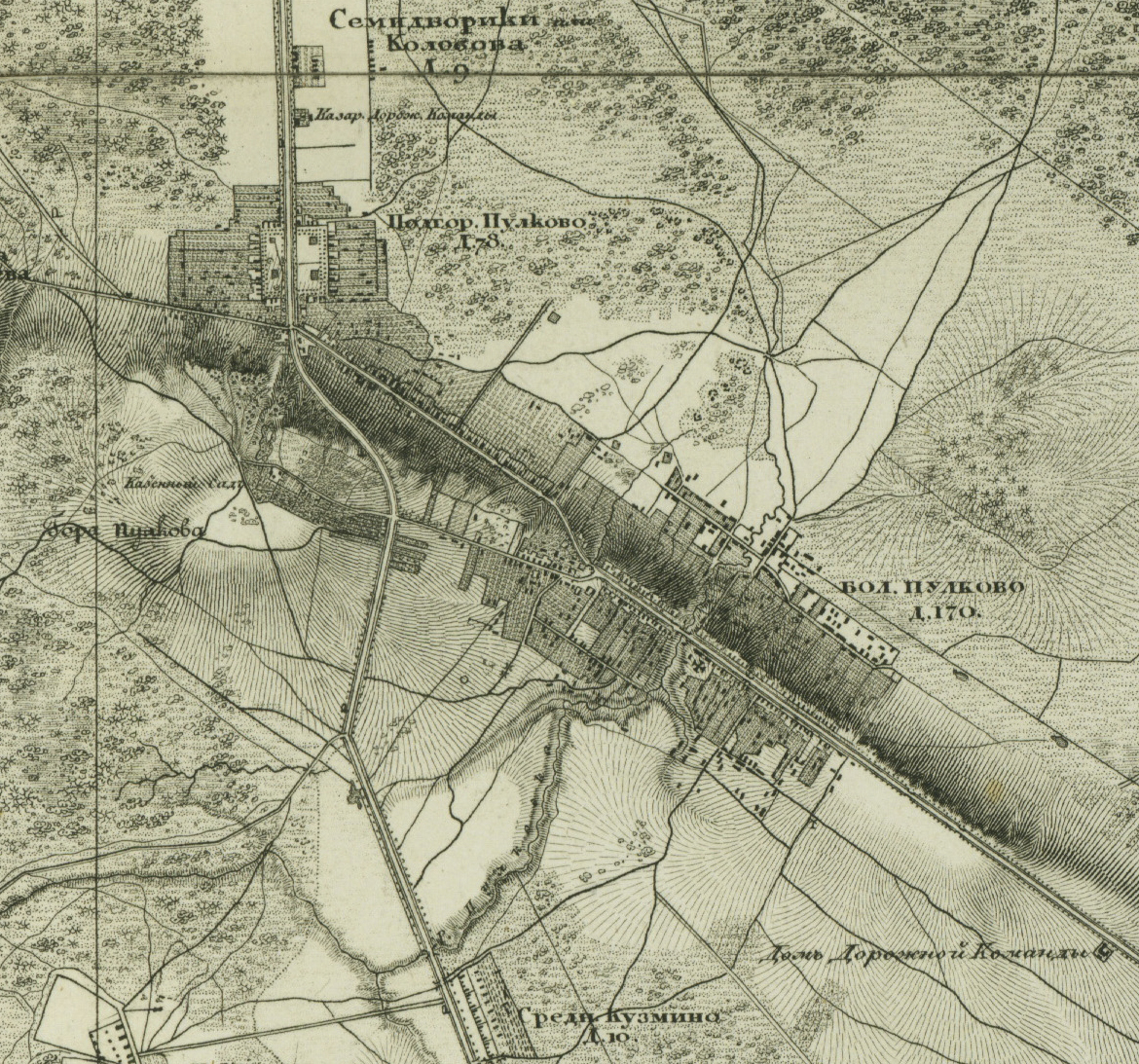
Пулково на карте Ф. Ф. Шуберта 1831 года
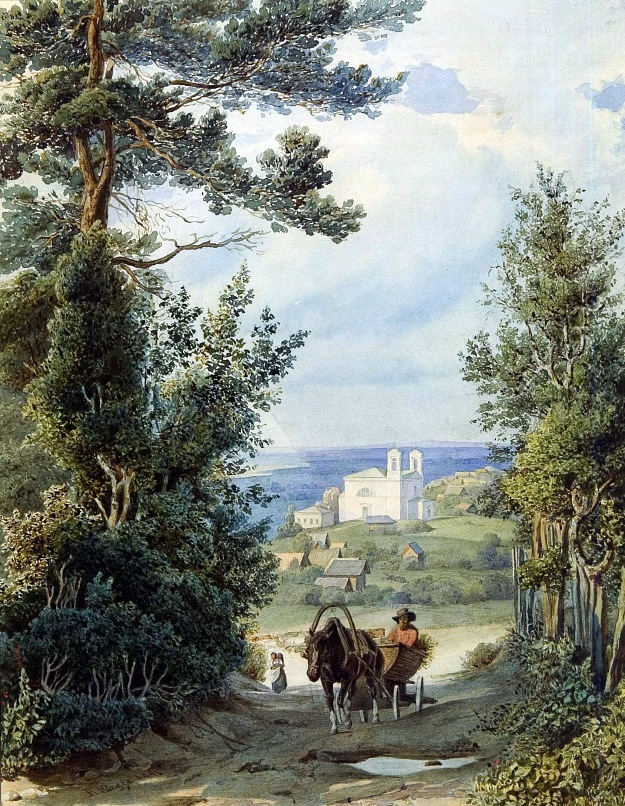
Пулково в начале XIX века
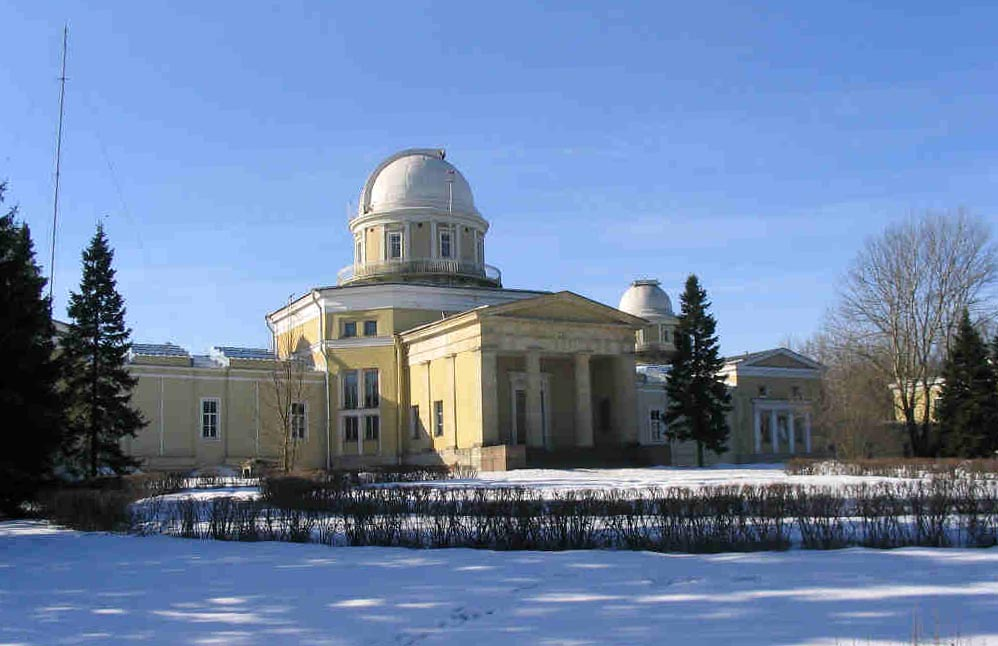
Пулковская обсерватория. 2004 год
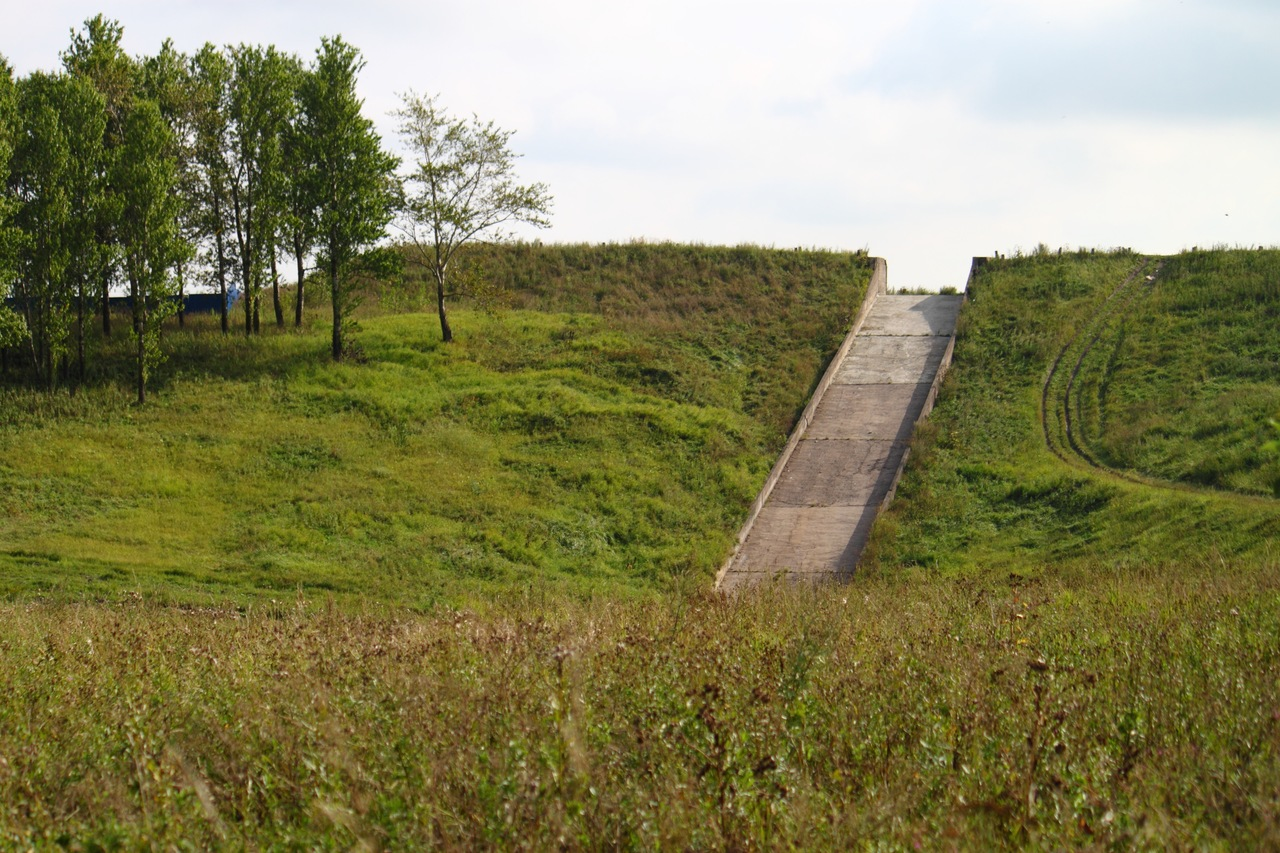
Пулково в районе дамбы через реку Пулковку (взгляд с Петербургского шоссе). 2011 год